# Ромео і Джульєтта (фільм, 2013)
«Ромео і Джульєтта» (англ. Romeo and Juliet) — британський фільм режисера Карло Карлеї, за мотивами однойменної романтичної трагедії Вільяма Шекспіра, в головних ролях Гейлі Стайнфельд і Дуглас Бут.

## Сюжет
Двоє молодих людей закохуються, але давня ворожнеча їх родин стає на перешкоді їх почуттям, що призводить до трагічного кінця.

## В ролях
- Дуглас Бут — Ромео Монтеккі
- Гейлі Стайнфельд — Джульєтта Капулетті
- Стеллан Скашгорд — принц Ескал
- Пол Джаматті — монах Лоренцо
- Крістіан Кук — Меркуціо
- Ед Вествік — Тібальт
- Коді Сміт-Макфі — Бенволіо Монтеккі
- Том Вісдом — Граф Паріс[5]
- Леслі Менвілл — годувальниця
- Наташа Мак-Елгон — Синьора Капулетті
- Деміньєн Льюіс — Синьор Капулетті
- Томас Арана — Синьор Монтеккі
- Лаура Моранте — Синьора Монтеккі
- Клайв Річі — Пітер
- Сімона Капарріні — відвідувачка Капулетті
- Антон Олександр — Абрахам
- Марко Квалья — Фермер
- Леон Віталі — аптекар

## Зйомки
Зйомки почалися 3 лютого 2012 в Італії.
Приступаючи до роботи над сценарієм, Джуліан Феллоуз зауважив, що з часів Франко Дзефіреллі не було знято жодної по-справжньому класичної екранізації п'єси для великого кіно, і хоча з'являлися вдалі інтерпретації сюжету, проте вони відходили від середньовічних витоків, які має на увазі шекспірівська історія. Феллоуз також повідомляв про намір творців зробити фільм більш доступним для сучасного покоління. Проект інтерпретувався в ЗМІ як «Ромео і Джульєтта для покоління „Сутінків“». Однак даний фільм не є точною екранізацією твору Шекспіра, тому що оригінальний текст в ньому скорочений і частково відредагований Джуліаном Феллоузом, який доповнив сюжет своїми авторськими вставками
Режисер Карло Карлеї намагався наблизитися до автентичного середовища, для чого здійснив ряд натурних зйомок в Мантуї, Вероні, а також в місцевості Вальполічелла. Деякі сцени фільму були зняті в декораціях студії Чинечитта в Римі.
Оскільки на роль Джульєтти було затверджено 15-річну американську акторку Хейлі Стейнфілд, Карлеї вважав за потрібне внести деякі зміни до початкового сценарію, який був розрахований на участь 22-річної Лілі Коллінз, виключивши з нього всі відверті сцени, які передбачають оголення героїв. Роль Ромео зіграв 19-річний британець Дуглас Бут, який вважає, що нова кіноверсія вийшла несхожою на фільм Дзеффіреллі.
Співпродюсером фільму виступає володарка 3-х премій «Оскар», а також інших престижних номінацій і нагород, італійська художниця Мілена Канонеро.
Оператор-постановник нової екранізації «Ромео і Джульєтти» Девід Теттерсолл (David Tattersall) брав участь у створенні таких фільмів як «Зоряні війни», «Зелена Миля» та ін.
Оформлювачем картини є Тоніно Дзера (Tonino Zera), за дизайн костюмів відповідає Карло Поджолі (Carlo Poggioli) .

## Саундтрек
Музичне оформлення кінофільму належить польському композитору, номінанту премії «Золотий глобус» Абелю Корженевському (Abel Korzeniowski)
Треклист:
1. Juliet's Dream
2. Forbidden Love
3. Queen Mab
4. The Cheek of Night
5. First Kiss
6. Trooping With Crows
7. A Thousand Times Good Night
8. Come, Gentle Night
9. Wedding Vows
10. Fortune's Fool
11. From Ancient Grudge
12. Death is My Heir
13. Tempt Not a Desperate Man
14. The Crypt (Part 1)
15. The Crypt (Part 2)
16. Eternal Love